# Toro embolado

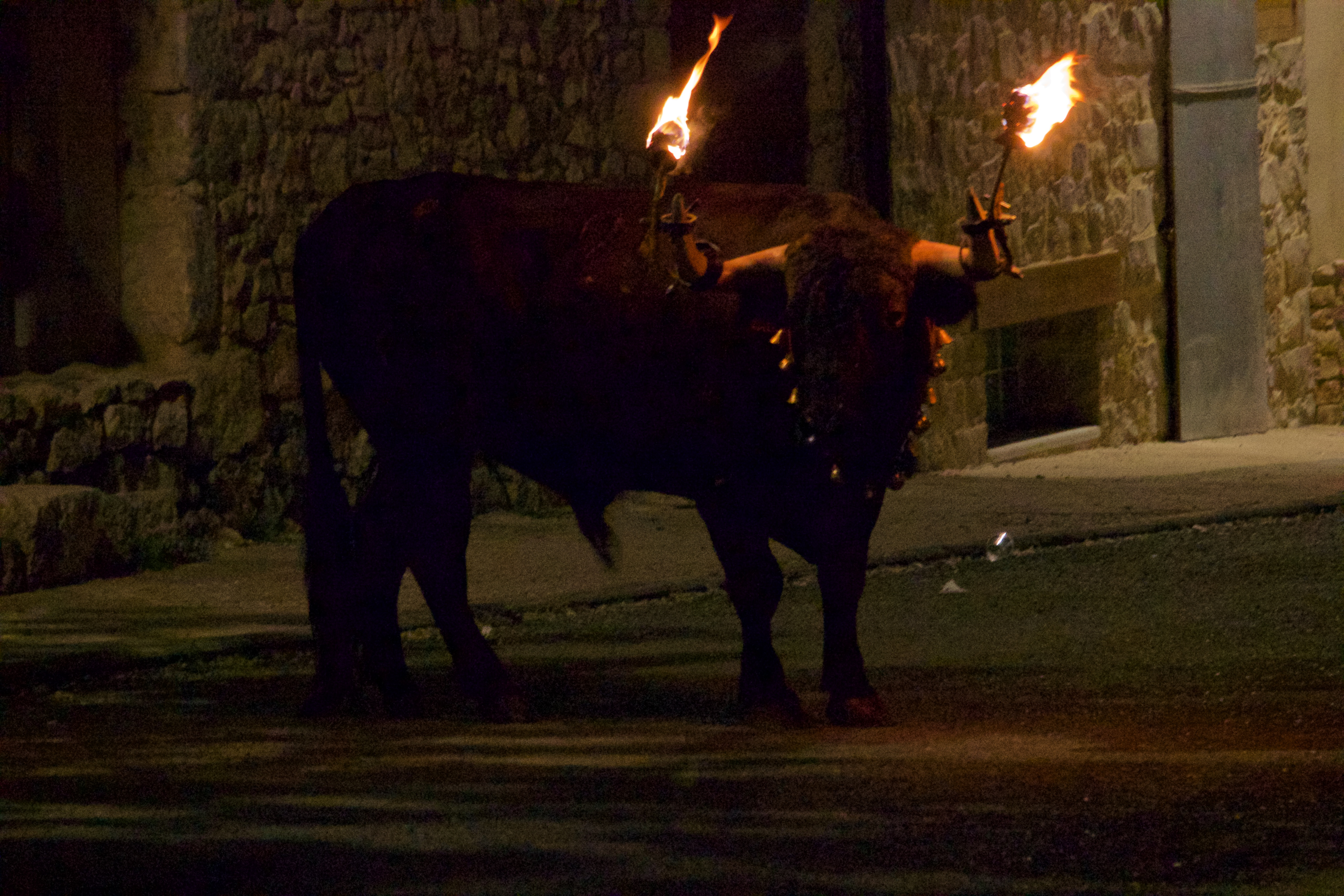
Toro embolado en Fortanete (provincia de Teruel).

El toro embolado o toro de fuego es un festejo tradicional que se celebra en España y que se encuentra relacionado con la tauromaquia. En esta celebración, un toro de lidia corre por la trama urbana de una determinada localidad portando sobre sus astas o cuernos un herraje, sobre los cuales se colocan estopas engrasadas a las que se les prende fuego.

## Historia

### Origen antropológico
El rito del toro embolado o toro de fuego está asociado a la "simbología solar taurina", cuyos antecedentes más remotos se encuentran en el Neolítico, concretamente en las representaciones rupestres del Covachón del Puntal (Monte Valonsadero, Soria), donde aquellos pobladores hacían "haces engrasados de los tiempos prehistóricos, colocados sobre los toros, para encenderlos de noche y celebrar con esa visión las fiestas jubilares de la tribu".
Esta tradición prehistórica, según Nebot, es la que se mantiene en las poblaciones de Castellón, Valencia, Aragón, Cataluña o Castilla y León; y cuyo origen se basa en los ritos solares de fecundidad y renovación. De esta manera, el origen antropológico procede de los ritos de celebración tras las recolecciones, donde el toro y el fuego representan la fertilidad de la tierra; donde las carreras nocturnas con el toro portando luminarias, simulan ahuyentar las tinieblas; y donde el sacrificio del toro forma parte de una comida ritual. Asimismo, y según Delgado Linacero, este tipo de espectáculos tendrían un origen ritual donde "se ofrecía el animal genésico a la divinidad, revestido del fuego solar, con la esperanza del nuevo resurgir de la vida en la primavera siguiente".
De esta época, datan otros ritos o tradiciones taurinas, en las que los pobladores neolíticos mostraban el valor y destreza relacionadas con la caza de los toros, como es el caso de las pinturas rupestres de las Canchas o Tolmo de Minateda en Albacete, Patrimonio de la humanidad, datadas entre el 6000 y el 1500 a. C. donde se observan diferentes escenas de rituales y caza en torno a toros y otros animales. Con posterioridad en una narración de Polibio sobre las campañas bélicas de Ager Falernus, el cartaginés Aníbal incorporó a su ejército un grupo de mercenarios íberos acompañados de dos mil toros que portaban en sus astas sarmientos encendidos con el fin de abrirse camino entre las líneas enemigas. Dicha estrategia fue empleada por Aníbal Barca en Heliké, ciudad que algunos historiadores ubicaron en el levante español, concretamente en Elche (Alicante). Se trata de un antecedente histórico asociado con el origen y tradición del toro embolado en España.

### Arraigo popular
Las zonas que tienen el toro embolado dentro de sus tradiciones culturales se concentran sobre todo en el levante, Comunidad Valenciana, siendo frecuentes también en otras zonas de la geografía española como en Aragón (Toro de Ronda de Cariñena), Cataluña, Baleares y Andalucía entre otras. Si bien entre unas y otras comunidades existen diferentes antecedentes sobre su orígenes, que dotan al toro embolado de peculiaridades propias. En 2010, el Parlamento de Cataluña aprobó una moción de reconocimiento y protección a este tipo de festejos, denominados genéricamente correbous. En 2015, las Cortes Valencianas regularon mediante decreto los festejos taurinos tradicionales de la comunidad bajo la denominación de Correbous y Bous al carrer.

## Desarrollo del festejo

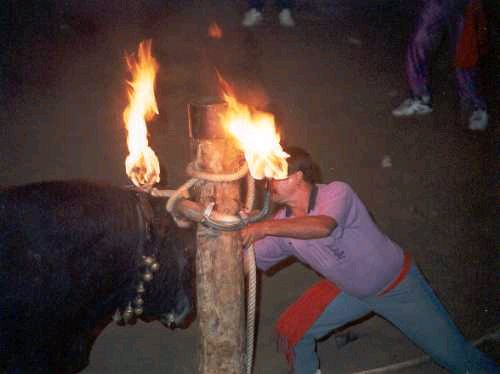
Embolada de un toro

### Toro embolado
Este festejo se celebra principalmente al atardecer o en plena noche.
El recinto donde se realizan estos actos suelen ser las propias calles de la población donde se celebra. Se acotan las salidas mediante barreras, siendo estas de forma piramidal para evitar que el toro consiga derribarlas. Ello a su vez sirve para dar un refugio a los participantes del festejo.[cita requerida]

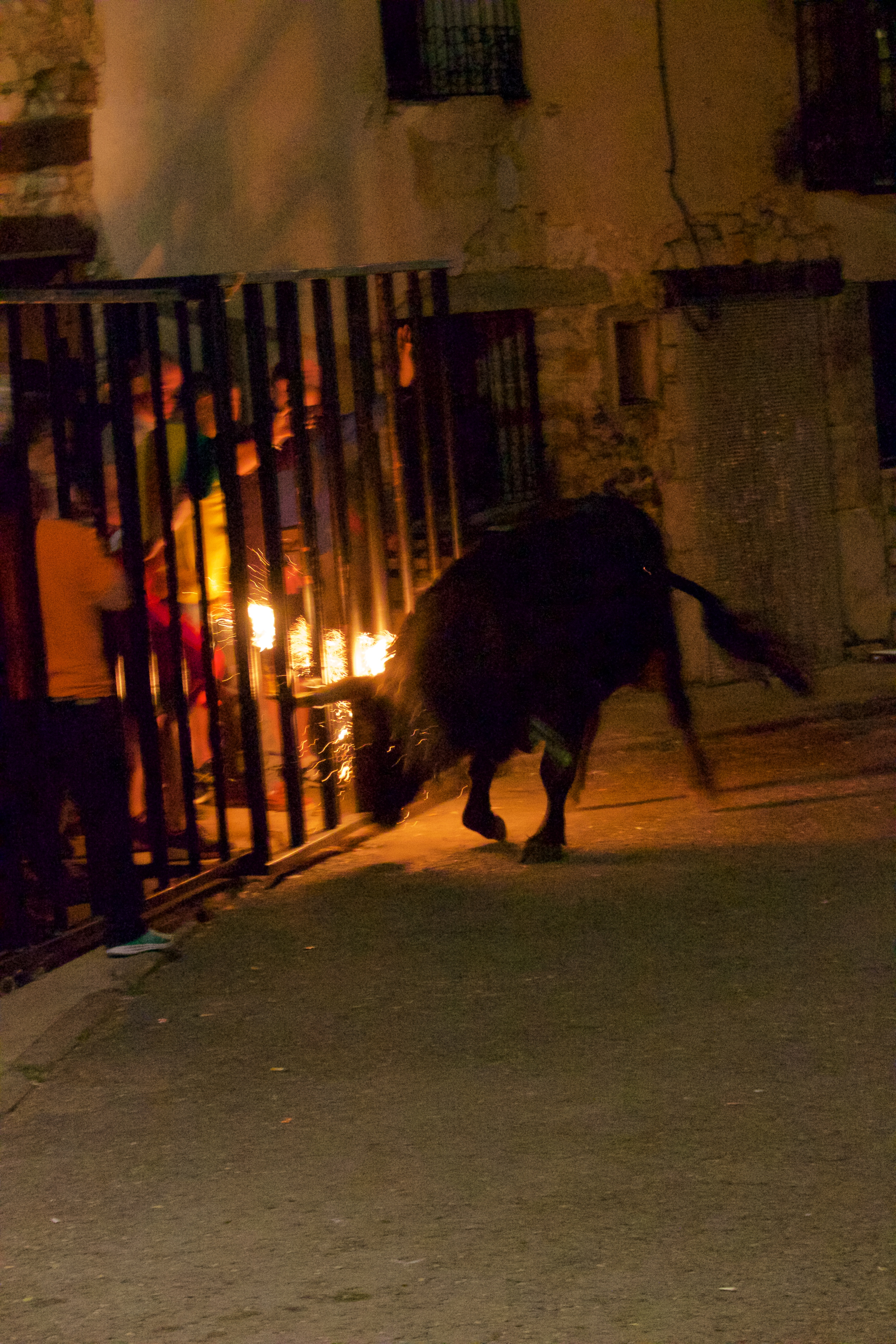
Defensa en la que los participantes del encierro se protegen del toro

Se coloca un pilón, preferente en una zona amplia como en una plaza; luego se pasa por el centro una soga la cual va ligada a las astas del toro, que se encuentra dentro del corral o encima de un camión que lo transporta. Una vez se da salida al astado un grupo de hombres tira de la cuerda para atraer el toro al pilón; esta operación es bastante delicada puesto que hay que evitar que se enrolle o lastime el animal. Una vez se consigue tener al toro junto al pilón, se coloca una pinza que agarra la soga y que impide que el toro pueda retroceder, cortándose el resto de la soga, quedando el toro sujeto. Una vez el toro está fijo en el pilón, comienza el trabajo de insertarle los herrajes con las bolas o el embolado. Ello no siempre es así, a veces los toros ya vienen con el montaje a punto y solo es necesario prender las bolas.
Los herrajes deben adaptarse perfectamente al pitón del toro, llevan dos abrazaderas que sujetan firmemente los mismos. Las bolas de encima del herraje se tienen que distanciar de la faz del animal para no causarle daño. Las mismas suelen estar compuestas por estopa de cáñamo impregnada de materiales inflamables, comúnmente algún tipo de resina. Cuando los herrajes están colocados, se prende fuego a las bolas para inmediatamente después cortar con un cuchillo la cuerda y dejar libre al toro.[cita requerida]
En este momento se queda solo el individuo que cortará la cuerda, y un compañero de confianza que le sujetará al toro por el rabo para intentar frenar la salida del toro, ya que el cortador se encuentra en franca desventaja frente al astado.

### Navarra
En algunas localidades de Navarra y La Rioja, donde existe también un arraigo de los festejos taurinos populares, el toro de fuego tiene también sus variantes. En estos casos el toro bravo se sustituye por una estructura con forma de animal y sustentada sobre ruedas y con un manillar del que tiran varios mozos. Sobre esta estructura se coloca una amplia carga pirotécnica que se encenderá una vez empiece el festejo.
El Torico de fuego discurre por las calles donde, por la mañana, transita el encierro; y, normalmente, está reservado para niños y jóvenes que por la mañana no pueden participar en espectáculos con toros bravos. 

## Legislación vigente

### Cataluña
- Ley 34/2010, de 1 de octubre, sobre la regulación de las fiestas tradicionales con toros.[19]

### Comunidad Valenciana
- Decreto 31/2015, de 6 de marzo, por el que se aprueba el Reglamento de festejos taurinos tradicionales en la Comunidad Valenciana.[20]

## Críticas

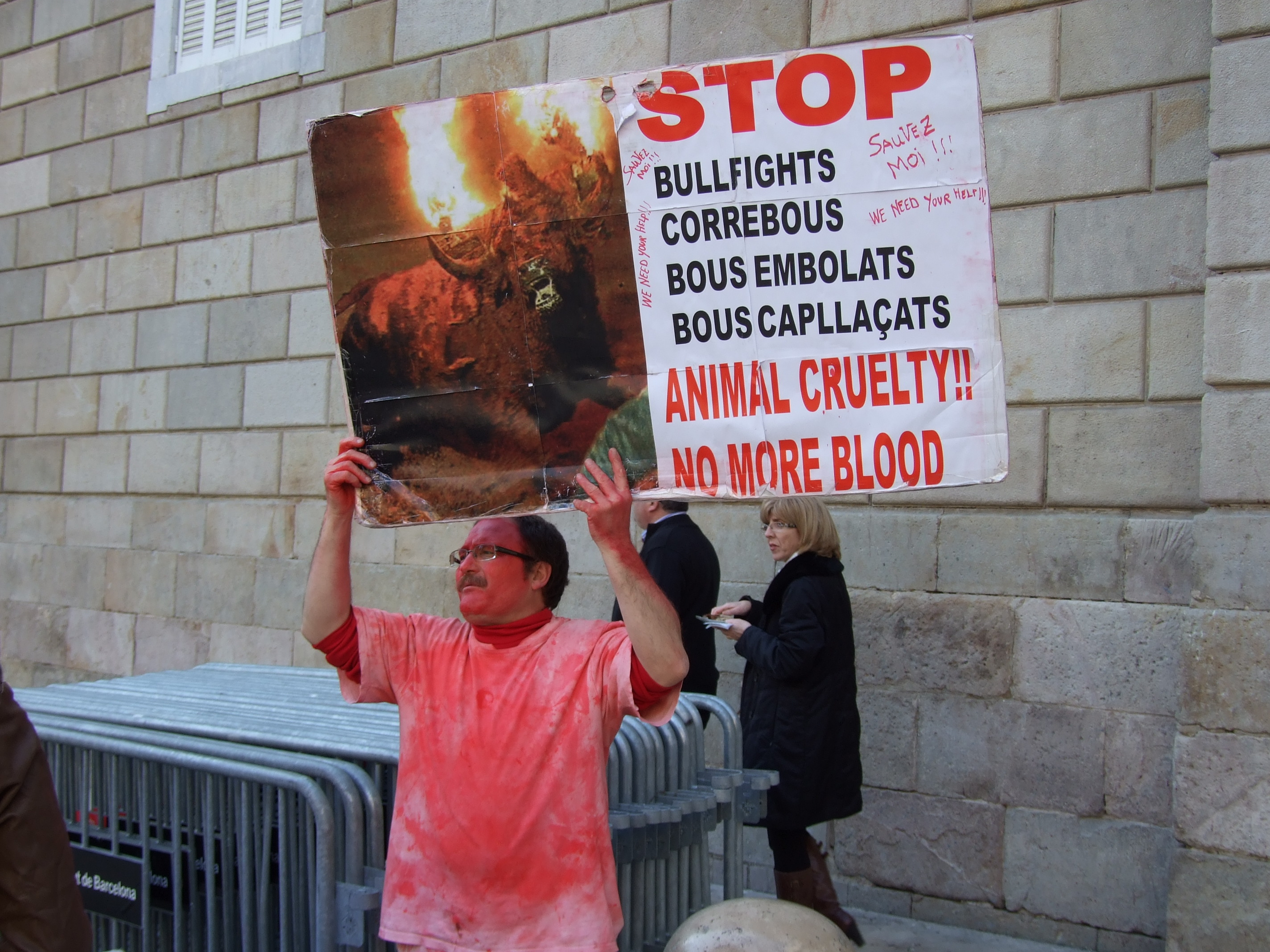
Activista antitaurino

Los defensores de los derechos de los animales se muestran contrarios a este tipo de festejo al considerar que supone una crueldad hacia el toro, por lo que han emprendido diferentes campañas abogando por la prohibición de este tipo de festejos populares en distintas ciudades españolas.